# Радча (Житомирская область)
Радча (укр. Радча) — село на Украине, основано в 1930 году, находится в Народичском районе Житомирской области. В селе расположена ж/д станция Рача линии Чернигов—Овруч.
Код КОАТУУ — 1823787201. Население по переписи 2001 года составляет 265 человек. Почтовый индекс — 11411. Телефонный код — 4140. Занимает площадь 0,389 км².

## Адрес местного совета
11412, Житомирская область, Народичский р-н, с.Радча